# Червенка, Бруно
Бруно Червенка (итал. Bruno Cervenca; 7 октября 1903, Задар — 30 января 1986, Триест) — итальянский композитор и музыкальный педагог.
Занимался композицией под руководством Антонио Смарельи. Окончил Болонский музыкальный лицей и одновременно юридический факультет Болонского университета, после чего некоторое время преподавал в Пуле, а затем до конца жизни работал в Триесте. Преподавал в Триестском музыкальном лицее хоровое пение и контрапункт, руководил лицейским хором, а в 1945 году преподавательский состав лицея избрал его директором — этот пост Червенка занимал до самой реорганизации лицея в Триестскую консерваторию в 1954 году.
К важнейшим сочинениям Червенки относятся фортепианный и органный концерты (оба 1962), ему принадлежит также ряд инструментальных, камерных и хоровых произведений. Автор монографии «Контрапункт в классической вокальной полифонии» (итал. Il contrappunto nella polifonia vocale classica; 1965, сербский перевод К. Бабича, 1981).